# Antun Dujlović
Antun Dujlović (Ružići, župa Ivanjska, 26. lipnja 1914. – Gumjera kod Prnjavora, 11. srpnja 1943.), katolički svećenik Banjolučke biskupije.

## Životopis
Rodio se je 1914. godine u mjestu Ružićima, od roditelja Lovrena i Ane Dujlović. Na krštenju je u župi u Ivanjskoj dobio ime Anto. Nakon završetka školovanja zaredio se je 30. travnja 1939. godine za svećenika Banjalučke biskupije. U Gumjeri kod Prnjavora bio je župnik. U njegovoj je župi bilo i Poljaka.

Partizani (prema drugim izvorima: četnici) su Dujlovića izboli nožem 16 puta, zatim strijeljali nedaleko od župne crkve i bacili u jamu kraj Gunjere 11. srpnja 1943. godine. U isto su vrijeme partizanski komunistički razbojnici pobili i protjerali tamošnje Hrvate katolike.

## Beatifikacija
U organizaciji Komisije Hrvatske biskupske konferencije i Biskupske konferencije Bosne i Hercegovine za hrvatski martirologij održan je u Zagrebu 25. i 26. travnja 2012. Međunarodni znanstveni skup „Hrvatski mučenici i žrtve iz vremena komunističke vladavine“. Na njemu je vojni biskup mons. Tomo Vukšić održao predavanje o stradanjima crkvenih osoba iz BiH u kojemu je, između ostalog, iznio podatke, zapažanja i prijedloge pod vidom traženja mogućih svetaca među njima. S obzirom na dostupnost podataka, predložio je da se razmisli beatifikaciji ovih osoba:" fra Stjepana Barišića, župnika u Podhumu, člana „Bosne Srebrne“, koji je prije pogubljenja tražio da mu bude dopušteno izmoliti brevijar, što je i učinjeno, te je nakon toga ubijen; don Antu Zrna, župnika u Viru, svećenik Mostarske biskupije, koji je prema svjedočenju očevidaca, u dubrovačkom zatvoru prije pogubljenja bio smiren i samo se Bogu molio; fra Valentina Zovka i fra Andriju Topića, župnika i kapelana na Kočerinu, članova Hercegovačke provincije, koji su se prije pogubljenja, prema iskazu svjedoka, jedan pred drugim ispovjedili; don Jakova Barišića, župnika u Gradačcu, svećenika Sarajevske nadbiskupije, od kojega je traženo da se odrekne vlastite vjere i pripadnosti svom narodu što je on odbio te je bio ubijen na vrlo okrutan način, kao i don Ivicu Čondrića, kateheta i kapelana u Sarajevu, također svećenika Sarajevske nadbiskupije, kojemu je bilo ponuđeno da napusti svećeničku službu a zauzvrat bi bio oslobođen, što je on odbio te bio osuđen na smrt i strijeljan; don Maksimilijana Nestora, župnika u Drvaru, i don Antu Dujlovića, župnika u Gumjeri, svećenici Banjalučke biskupije, koji su se svjesno izložili smrtnoj opasnosti radi duhovnoga dobra vjernika i bili ubijeni, kao i don Krešimira Barišića, župnika u Krnjeuši, svećenika iste biskupije, koji je, bez obzira na opasnost, ostao s vjernicima, bio uhvaćen, izmasakriran i živ ubačen u zapaljenu crkvu.“"
Na molbu banjolučkog biskupa Istražnu je komisiju veljače 2015. osnovao legnički biskup Zbigniew Kiernikowski. Zadaća četveročlane Istražne komisije bila je saslušati veći broj svjedoka koji su poznavali župnika Antu Dujlovića te istražiti, u duhu crkvenih propisa, herojske kreposti i mučeničku smrt vlč. Ante. Prikupila je potrebna svjedočanstva od 27 svjedoka koji žive u župama legničke biskupije, uglavnom na području novogrođeckog dekanata u okrugu Boleslawcu – poglavito u tamošnjoj župi Oćicama, kamo su preseljeni 1946. poljski katolici iz župe Gumjere i drugih šest župa s područja prnjavorskog dekanata u Banjolučkoj biskupiji.
21. prosinca 2014. Sveta Stolica pokrenula je proces beatifikacije četvorice svećenika Banjolučke biskupije koji su ubijeni početkom i tijekom Drugoga svjetskog rata, župnika u Gumjeri kod Prnjavora Antuna Dujlovića, župnika u Drvaru Waldemara Maksimilijana Nestora, župnika u Krnjeuši kod Bosanskog Petrovca Krešimira Barišića i župnika u Bosanskom Grahovu Jurja Gospodnetića.
Imenovani postulator kauze je mons. mr Ivica Božinović.
30. srpnja članovi Istražne komisije biskupije Legnica u Poljskoj Franciszek Kwasniak i s. Magdalena Karaban, ASC u Biskupskom ordinarijatu u Banjoj Luci predali su četiri primjerka kompletne dokumentacije prikupljene za daljnji tijek procesa beatifikacije vlč. Ante Dujlovića.
O Dujlovićevu životu i mučeništvu mons. Anto Orlovac objavio je 2004. knjigu Vjeran do smrti. Život i mučeništvo banjolučkoga svećenika Ante Dujlovića, u izdanju Biskupskog ordinarijata Banje Luke.

## Unutarnje poveznice
- Pokolj u Bosanskom Grahovu 27. srpnja 1941.
- Pokolj kod Drvara 27. srpnja 1941.
- Stradanje crkvenih osoba u ratu u Bosni i Hercegovini